# Taulov Skærbæk IF

## Taulov-Skærbæk IF
Taulov-Skærbæk IF (forkortet TSIF) er en dansk idrætsforening i Fredericia Kommune, der blev grundlagt den 4. november 1968 som en sammenlægning af Taulov Boldklub og Skærbæk Boldklub. Klubben organiserer både fodbold og håndbold og fungerer som en hovedforening med flere afdelinger.

### Historie og struktur
Klubben blev stiftet på Krybily Kro og startede i serie 6 under Jysk Boldspil-Union (JBU) i 1969. Allerede i den første sæson opnåede TSIF's to seniorhold henholdsvis en 2.- og en 3.-plads. Fodboldafdelingen er i dag organiseret under JBU og DBU, og er også medlem af DGI og DIF. TSIF’s vedtægter fastsættes på generalforsamlinger og danner ramme om klubbens arbejde.

### Sport og faciliteter
Fodboldafdelingen har både børne-, ungdoms- og seniorhold og træner på anlægget i Taulov. Håndboldafdelingen, TSIF Håndbold, hører under Jysk Håndbold Forbund (JHF) og Danmarks Håndbold Forbund (DHF), samt DGI. Håndboldaktiviteterne foregår primært i Elbohallen i Taulov, hvor klubben råder over to store haller med tilhørende faciliteter.

### Talentudvikling og samarbejder
I 2025 indgik Taulov-Skærbæk IF et strategisk samarbejde med VB Akademiet i Vejle som officiel partnerklub. Samarbejdet giver adgang til træning på ATK+-center for de mest talentfulde spillere i årgangene U10 til U12, og sigter mod at fremme spillerudviklingen til elitefodbold. Klubben samarbejder desuden med FC Fredericia via projektet "FC Ungdom", og med Kolding Q om udviklingen af pigeelitefodbold.

### Udvikling af pige- og ungdomsfodbold
TSIF er kendt for et stærkt fokus på både bredde og elite, særligt inden for pige- og ungdomsfodbold. I 2016 fik klubben et U15 pigehold placeret i Vestrækken – det eneste hold fra Fredericia på det niveau – efter at have vundet Mesterrækken i forårssæsonen. Klubben har arbejdet målrettet med individuelle udviklingsplaner og tilbudt ekstra træningstilbud på kunstgræsbaner i vintermånederne.

### Lokalt engagement
Klubben har et stærkt lokalt engagement og deltager aktivt i arrangementer og events i samarbejde med andre foreninger og institutioner i lokalområdet. Elbohallen fungerer som samlingspunkt for både sport og sociale aktiviteter, og klubben deltager blandt andet i Fredericia Kommunes årlige idrætsfestival for skoleelever.

### Kendte spillere med rødder i klubben
Den bedste spille fra Taulov-Skærbæk IF er helt klart Stine Knudsen. Hun er en tidligere professionel kvinde håndbold spiller, der startede sin karriere i Taulov-Skærbæk IF. Knudsen repræsenterede Danmark på ungdomslandshold med i alt 49 optrædener på U-landshold . Hun sluttede sin karriere i København håndbold i 2018.